# Superliga Brasileira de Voleibol Feminino de 2024 - Série B
A Superliga Brasileira de Voleibol Feminino de 2024 - Série B,  oficialmente Superliga B Bet7K de 2024 por questões de patrocínio, foi a décima primeira edição desta competição organizada pela Confederação Brasileira de Voleibol através da Unidade de Competições Nacionais. Trata-se da segunda divisão do Campeonato Brasileiro de Voleibol Feminino, a principal competição entre clubes de voleibol feminino do Brasil. Participam do torneio doze equipes provenientes de sete estados brasileiros e uma do Distrito Federal. A fase final será transmitida pela SporTV2.
As duas equipes finalistas garantem acesso à elite do voleibol brasileiro na temporada 2024/2025. No caso do descenso, as duas últimas colocadas serão rebaixadas para a Superliga Série C 2025.

## Formato de disputa
A fase classificatória da competição é disputada por doze equipes em turno único. As quatro primeiros colocados se classificam para os play-offs. Nesta fase, a vitória por 3-0 ou 3-1 garante três pontos para o ganhador e nenhum ponto para o perdedor. Já com o placar de 3-2, o ganhador da partida leva dois pontos e o perdedor um, e o não comparecimento de qualquer equipe resulta na perda de dois pontos. 
A classificação de 5º a 10º lugar, será definida de acordo com o índice técnico da fase classificatória. Os play-offs serão divididos em três fases - semi-finais, disputa de terceiro lugar e final.As duas últimas colocadas da fase classficatória serão rebaixadas para a Série C 2025.
Nas semifinais haverá o cruzamento entre as equipes com os melhores índices técnicos seguindo a lógica: 1ª x 4ª (semifinal I); 2ª x 3 (semifinal II). Estas jogarão partidas em melhor de 3 (jogos), sendo um mando de quadra para cada e o jogo de desempate, quando houver, no ginásio da equipe com o melhor índice técnico da fase classificatória.
As equipes vencedoras se classificam para a final, que será disputada em jogo único, o mando de quadra será no ginásio escolhido pelo clube melhor colocado na fase classificatória, de forma análoga as equipes perdedoras disputam o terceiro lugar.
A equipe vencedora da final será atribuída o título de “Campeã” e a equipe perdedora de “Vice-campeã”. E ambas as equipes terão acesso a Superliga 1XBET 2023-24 desde que cumpram os requerimentos da competição; E os clubes com o mesmo CNPJ de uma equipe da Superliga 1XBET (no caso do Minas Tênis Clube), que sagrar-se classificada como campeã ou vice-campeã ficará impossibilitada de jogar a Superliga 1XBET 2024-25 e permanece na Superliga B do ano seguinte, e com isso a equipe vencedora da disputa do terceiro lugar terá direito a promoção. Os clubes classificados deverá integrar ao CBC (Comitê Brasileiro de Clubes) para jogar a Superliga 1XBET 2024-25. O Regulamento também prevê cominações legais para atos discriminatórios

## Equipes participantes
Doze equipes disputam o título e acesso da Superliga Feminina de Série B 2024. São elas:
| Equipe                   | Cidade         | Última participação | Temporada 2023                      |
| ------------------------ | -------------- | ------------------- | ----------------------------------- |
| ABEL/Brusque             | Brusque        | 2022                | 12º Colocado na Superliga A         |
| AGEE-Atacadão/São Carlos | São Carlos     | 2023                | 5º Colocado da Chave da Superliga B |
| Mackenzie EC             | Belo Horizonte | 2023                | 6º Colocado na Superliga B          |
| Recife Vôlei             | Recife         | 2023                | 7º Colocado na Superliga B          |
| Curitiba Vôlei           | Curitiba       | 2023                | 8º Colocado na Superliga B          |
| ACV/Unoesc/Chapecó       | Chapecó        | 2023                | 9º Colocado na Superliga B          |
| ACE/ NC Extreme          | Goiânia        | Estreante           | 1º Colocado da Chave da Superliga C |
| Irati Vôlei              | Irati          | estreante           | 1º Colocado da Chave da Superliga C |
| Vôlei Natal Desportivo   | Natal          | estreante           | 1º Colocado da Chave da Superliga C |
| Tijuca TC                | Rio de Janeiro | estreante           | 1º Colocado da Chave da Superliga C |
| Renasce Sorocaba         | Sorocaba       | estreante           | 1º Colocado da Chave da Superliga C |
| Ascade/DF                | Brasília       | Estreante           | 2º Colocado da Chave da Superliga C |

## Fase Classificatória
As dez equipes participantes formam um grupo único e jogam no sistema de todos contra todos em cada grupo, sendo classificada automaticamente para a semifinal a primeira a quarta colocada.

### Classificação
- Vitória por 3 sets a 0 ou 3 a 1: 3 pontos para o vencedor;
- Vitória por 3 sets a 2: 2 pontos para o vencedor e 1 ponto para o perdedor.
- Não comparecimento, a equipe perde 2 pontos.
- Em caso de igualdade por pontos, os seguintes critérios servem como desempate: número de vitórias, razão de sets e razão de ralis.

|  |                                  |
|  | Classificado para as semifinais. |

|     |                        |     | Jogos | Jogos | Jogos | Resultados | Resultados | Resultados | Resultados | Resultados | Resultados | Sets | Sets | Sets  | Pontos | Pontos | Pontos |
| Pos | Equipe                 | Pts | T     | V     | D     | 3–0        | 3–1        | 3–2        | 2–3        | 1–3        | 0–3        | V    | P    | R     | V      | P      | R      |
| --- | ---------------------- | --- | ----- | ----- | ----- | ---------- | ---------- | ---------- | ---------- | ---------- | ---------- | ---- | ---- | ----- | ------ | ------ | ------ |
| 1   | Mackenzie EC           | 30  | 11    | 10    | 1     | 8          | 2          | 0          | 0          | 0          | 1          | 30   | 5    | 6,000 | 0      | 0      | MAX    |
| 2   | Recife Vôlei           | 26  | 11    | 8     | 3     | 3          | 5          | 0          | 2          | 0          | 1          | 28   | 14   | 2,000 | 0      | 0      | MAX    |
| 3   | ABEL/Brusque           | 25  | 11    | 8     | 3     | 3          | 5          | 0          | 1          | 1          | 1          | 27   | 14   | 1.929 | 0      | 0      | MAX    |
| 4   | Curitiba Vôlei         | 24  | 11    | 9     | 2     | 5          | 1          | 3          | 0          | 2          | 0          | 29   | 13   | 2.231 | 0      | 0      | MAX    |
| 5   | Tijuca TC              | 19  | 11    | 6     | 5     | 4          | 1          | 1          | 2          | 2          | 1          | 24   | 18   | 1.333 | 0      | 0      | MAX    |
| 6   | Renasce Sorocaba       | 19  | 11    | 6     | 5     | 2          | 4          | 0          | 1          | 2          | 2          | 22   | 19   | 1.158 | 0      | 0      | MAX    |
| 7   | ACV/Unoesc/Chapecó     | 18  | 11    | 6     | 5     | 2          | 3          | 1          | 1          | 3          | 1          | 23   | 20   | 1.150 | 0      | 0      | MAX    |
| 8   | Vôlei Natal Desportivo | 12  | 11    | 5     | 6     | 2          | 0          | 3          | 0          | 2          | 4          | 17   | 24   | 0.708 | 0      | 0      | MAX    |
| 9   | Irati Vôlei            | 12  | 11    | 4     | 7     | 2          | 1          | 1          | 1          | 3          | 3          | 17   | 24   | 0.708 | 0      | 0      | MAX    |
| 10  | ACE/NC Extreme         | 7   | 11    | 2     | 9     | 1          | 0          | 1          | 2          | 3          | 4          | 13   | 29   | 0.448 | 0      | 0      | MAX    |
| 11  | AGEE/São Carlos        | 6   | 11    | 2     | 9     | 1          | 0          | 1          | 1          | 3          | 5          | 11   | 29   | 0.379 | 0      | 0      | MAX    |
| 12  | Ascade/DF              | 0   | 11    | 0     | 11    | 0          | 0          | 0          | 0          | 1          | 10         | 1    | 33   | 0.030 | 0      | 0      | MAX    |

#### 1ª Rodada
| Data      | Hora  |                        | Placar |                  | Set 1 | Set 2 | Set 3 | Set 4 | Set 5 | Total   | Relatório |
| --------- | ----- | ---------------------- | ------ | ---------------- | ----- | ----- | ----- | ----- | ----- | ------- | --------- |
| 12/1/2024 | 19:00 | Mackenzie EC           | 3–0    | ACE/NC Extreme   | 25–12 | 25–20 | 25–15 |       |       | 75–47   | Relatório |
| 12/1/2024 | 19:30 | ABEL/Brusque           | 3–0    | Renasce Sorocaba | 25–15 | 25–19 | 25–14 |       |       | 75–48   | Relatório |
| 12/1/2024 | 19:30 | Irati Vôlei            | 3–2    | AGEE/São Carlos  | 25–19 | 22–25 | 24–26 | 28–26 | 15–4  | 114–100 | Relatório |
| 12/1/2024 | 19:30 | Vôlei Natal Desportivo | 0–3    | Curitiba Vôlei   | 20–25 | 19–25 | 21–25 |       |       | 60–75   | Relatório |
| 12/1/2024 | 20:00 | Recife Vôlei           | 3–0    | Ascade/DF        | 25–18 | 25–15 | 25–16 |       |       | 75–49   | Relatório |
| 13/1/2024 | 19:30 | ACV/Unoesc/Chapecó     | 3–2    | Tijuca TC        | 25–27 | 23–25 | 25–19 | 25–23 | 15–10 | 113–104 | Relatório |

#### 2ª Rodada
| Data      | Hora  |                        | Placar |                 | Set 1 | Set 2 | Set 3 | Set 4 | Set 5 | Total   | Relatório |
| --------- | ----- | ---------------------- | ------ | --------------- | ----- | ----- | ----- | ----- | ----- | ------- | --------- |
| 19/1/2024 | 19:00 | Tijuca TC              | 3–2    | Recife Vôlei    | 23–25 | 22–25 | 25–20 | 25–19 | 17–15 | 112–104 | Relatório |
| 19/1/2024 | 19:30 | Irati Vôlei            | 3–0    | Ascade/DF       | 25–15 | 25–13 | 25–15 |       |       | 75–43   | Relatório |
| 19/1/2024 | 19:30 | Renasce Sorocaba       | 0–3    | Mackenzie EC    | 11–25 | 17–25 | 18–25 |       |       | 46–75   | Relatório |
| 19/1/2024 | 19:30 | Vôlei Natal Desportivo | 3–0    | AGEE/São Carlos | 25–14 | 25–19 | 25–14 |       |       | 75–47   | Relatório |
| 20/1/2024 | 19:00 | ACE/NC Extreme         | 1–3    | ABEL/Brusque    | 10–25 | 13–25 | 25–20 | 17–25 |       | 65–95   | Relatório |
| 20/1/2024 | 19:30 | ACV/Unoesc/Chapecó     | 2–3    | Curitiba Vôlei  | 21–25 | 26–24 | 25–18 | 21–25 | 9–15  | 102–107 | Relatório |

#### 3ª Rodada
| Data      | Hora  |                 | Placar |                        | Set 1 | Set 2 | Set 3 | Set 4 | Set 5 | Total   | Relatório |
| --------- | ----- | --------------- | ------ | ---------------------- | ----- | ----- | ----- | ----- | ----- | ------- | --------- |
| 25/1/2024 | 19:30 | AGEE/São Carlos | 3–0    | Renasce Sorocaba       | 25–20 | 25–19 | 25–18 |       |       | 75–57   | Relatório |
| 26/1/2024 | 19:00 | Mackenzie EC    | 3–0    | Irati Vôlei            | 25–17 | 25–17 | 26–24 |       |       | 76–58   | Relatório |
| 26/1/2024 | 19:00 | ACE/NC Extreme  | 3–0    | Ascade/DF              | 28–26 | 25–20 | 25–19 |       |       | 78–65   | Relatório |
| 26/1/2024 | 19:30 | Curitiba Vôlei  | 3–2    | Tijuca TC              | 23–25 | 21–25 | 25–21 | 33–31 | 15–9  | 117–111 | Relatório |
| 26/1/2024 | 19:30 | ABEL/Brusque    | 3–1    | ACV/Unoesc/Chapecó     | 25–18 | 20–25 | 25–20 | 25–19 |       | 95–82   | Relatório |
| 26/1/2024 | 20:00 | Recife Vôlei    | 3–1    | Vôlei Natal Desportivo | 25–17 | 20–25 | 25–14 | 25–14 |       | 95–70   | Relatório |

#### 4ª Rodada
| Data     | Hora  |                        | Placar |                 | Set 1 | Set 2 | Set 3 | Set 4 | Set 5 | Total  | Relatório |
| -------- | ----- | ---------------------- | ------ | --------------- | ----- | ----- | ----- | ----- | ----- | ------ | --------- |
| 2/2/2024 | 19:00 | Tijuca TC              | 0–3    | Mackenzie EC    | 26–28 | 19–25 | 18–25 |       |       | 63–78  | Relatório |
| 2/2/2024 | 19:30 | Irati Vôlei            | 1–3    | ABEL/Brusque    | 21–25 | 21–25 | 25–20 | 21-25 |       | 88–70  | Relatório |
| 2/2/2024 | 19:30 | Renasce Sorocaba       | 2–3    | ACE/NC Extreme  | 25–17 | 22–25 | 22–25 | 25-20 | 12-15 | 106–67 | Relatório |
| 2/2/2024 | 19:30 | Vôlei Natal Desportivo | 3–0    | Ascade/DF       | 25–15 | 25–19 | 25–21 |       |       | 75–55  | Relatório |
| 2/2/2024 | 19:30 | Curitiba Vôlei         | 3–2    | Recife Vôlei    | 25–21 | 19–25 | 16–25 | 25-10 | 15-12 | 100–71 | Relatório |
| 3/2/2024 | 19:30 | ACV/Unoesc/Chapecó     | 3–1    | AGEE/São Carlos | 25–19 | 25–16 | 20–25 | 25-12 |       | 95–60  | Relatório |

#### 5ª Rodada
| Data      | Hora  |                  | Placar |                        | Set 1 | Set 2 | Set 3 | Set 4 | Set 5 | Total | Relatório |
| --------- | ----- | ---------------- | ------ | ---------------------- | ----- | ----- | ----- | ----- | ----- | ----- | --------- |
| 15/2/2024 | 19:00 | Mackenzie EC     | 3–0    | Vôlei Natal Desportivo | 25–23 | 25–15 | 25–21 |       |       | 75–59 | Relatório |
| 16/2/2024 | 19:00 | Renasce Sorocaba | 3–1    | Ascade/DF              | 25–16 | 25–10 | 23–25 | 25-11 |       | 98–51 | Relatório |
| 16/2/2024 | 19:30 | ACE/NC Extreme   | 0–3    | Irati Vôlei            | 22–25 | 17–25 | 23–25 |       |       | 62–75 | Relatório |
| 16/2/2024 | 19:30 | AGEE/São Carlos  | 1–3    | Tijuca TC              | 25–23 | 19–25 | 18–25 | 18-25 |       | 80–73 | Relatório |
| 16/2/2024 | 19:30 | ABEL/Brusque     | 3–1    | Curitiba Vôlei         | 25–8  | 25–18 | 17–25 | 25-22 |       | 92–51 | Relatório |
| 16/2/2024 | 20:00 | Recife Vôlei     | 3–1    | ACV/Unoesc/Chapecó     | 18–25 | 25–18 | 25–14 | 25-17 |       | 93–57 | Relatório |

#### 6ª Rodada
| Data      | Hora  |                        | Placar |                 | Set 1 | Set 2 | Set 3 | Set 4 | Set 5 | Total | Relatório |
| --------- | ----- | ---------------------- | ------ | --------------- | ----- | ----- | ----- | ----- | ----- | ----- | --------- |
| 10/2/2024 | 19:30 | ACV/Unoesc/Chapecó     | 3–0    | Ascade/DF       | 25–23 | 25–17 | 25–18 |       |       | 75–58 | Relatório |
| 19/2/2024 | 19:00 | Vôlei Natal Desportivo | 3–2    | Irati Vôlei     | 25–19 | 12–25 | 21–25 | 25-20 | 15-11 | 98–69 | Relatório |
| 20/2/2024 | 19:00 | Tijuca TC              | 3–0    | ACE/NC Extreme  | 25–14 | 25–15 | 25–16 |       |       | 75–45 | Relatório |
| 20/2/2024 | 19:30 | Curitiba Vôlei         | 1–3    | Mackenzie EC    | 19–25 | 17–25 | 25–19 | 19-25 |       | 80–69 | Relatório |
| 20/2/2024 | 20:00 | Recife Vôlei           | 3–0    | AGEE/São Carlos | 25–10 | 25–15 | 25–9  |       |       | 75–34 | Relatório |
| 21/2/2024 | 19:30 | Renasce Sorocaba       | 3–0    | ABEL/Brusque    | 25–21 | 25–18 | 25–19 |       |       | 75–58 | Relatório |

#### 7ª Rodada
| Data      | Hora  |                 | Placar |                        | Set 1 | Set 2 | Set 3 | Set 4 | Set 5 | Total  | Relatório |
| --------- | ----- | --------------- | ------ | ---------------------- | ----- | ----- | ----- | ----- | ----- | ------ | --------- |
| 24/2/2024 | 19:00 | ACE/NC Extreme  | 2–3    | Vôlei Natal Desportivo | 25–18 | 25–27 | 25–18 | 15-25 | 12-15 | 102–63 | Relatório |
| 24/2/2024 | 19:30 | ABEL/Brusque    | 1–3    | Recife Vôlei           | 25–20 | 24–26 | 28–30 | 22-25 |       | 99–76  | Relatório |
| 24/2/2024 | 19:30 | AGEE/São Carlos | 0–3    | Curitiba Vôlei         | 21–25 | 20–25 | 17–25 |       |       | 58–75  | Relatório |
| 25/2/2024 | 18:00 | Tijuca TC       | 3–0    | Ascade/DF              | 25–13 | 25–21 | 25–19 |       |       | 75–53  | Relatório |
| 25/2/2024 | 18:00 | Mackenzie EC    | 3–0    | ACV/Unoesc/Chapecó     | 25–17 | 25–18 | 29–27 |       |       | 79–62  | Relatório |
| 25/2/2024 | 19:30 | Irati Vôlei     | 1–3    | Renasce Sorocaba       | 27–25 | 23–25 | 22–25 | 23-25 |       | 95–75  | Relatório |

#### 8ª Rodada
| Data     | Hora  |                        | Placar |                  | Set 1 | Set 2 | Set 3 | Set 4 | Set 5 | Total  | Relatório |
| -------- | ----- | ---------------------- | ------ | ---------------- | ----- | ----- | ----- | ----- | ----- | ------ | --------- |
| 1/3/2024 | 19:00 | Tijuca TC              | 3–0    | Renasce Sorocaba | 25–22 | 25–19 | 25–19 |       |       | 75–60  | Relatório |
| 1/3/2024 | 19:30 | AGEE/São Carlos        | 1–3    | Mackenzie EC     | 24–26 | 23–25 | 25–20 | 16-25 |       | 88–71  | Relatório |
| 1/3/2024 | 19:30 | Curitiba Vôlei         | 3–0    | ACE/NC Extreme   | 25–23 | 25–13 | 25–15 |       |       | 75–51  | Relatório |
| 1/3/2024 | 19:30 | Vôlei Natal Desportivo | 3–2    | ABEL/Brusque     | 25–21 | 25–18 | 20–25 | 20-25 | 15-9  | 105–64 | Relatório |
| 1/3/2024 | 20:00 | Recife Vôlei           | 3–0    | Ascade/DF        | 25–18 | 25–15 | 25–16 |       |       | 75–49  | Relatório |
| 3/3/2024 | 17:00 | ACV/Unoesc/Chapecó     | 3–1    | Irati Vôlei      | 25–13 | 15–25 | 25–15 | 25-22 |       | 90–53  | Relatório |

#### 9ª Rodada
| Data     | Hora  |                  | Placar |                        | Set 1 | Set 2 | Set 3 | Set 4 | Set 5 | Total | Relatório |
| -------- | ----- | ---------------- | ------ | ---------------------- | ----- | ----- | ----- | ----- | ----- | ----- | --------- |
| 7/3/2024 | 19:30 | Irati Vôlei      | 3–1    | Tijuca TC              | 23–25 | 25–19 | 25–20 | 25-22 |       | 98–64 | Relatório |
| 8/3/2024 | 19:00 | Mackenzie EC     | 3–0    | Recife Vôlei           | 25–2  | 25–19 | 25–10 |       |       | 75–31 | Relatório |
| 8/3/2024 | 19:30 | Renasce Sorocaba | 3–1    | Vôlei Natal Desportivo | 25–22 | 19–25 | 25–17 | 25-17 |       | 94–64 | Relatório |
| 8/3/2024 | 19:30 | Curitiba Vôlei   | 3–0    | Ascade/DF              | 25–22 | 25–17 | 25–19 |       |       | 75–58 | Relatório |
| 8/3/2024 | 19:30 | ABEL/Brusque     | 3–0    | AGEE/São Carlos        | 25–16 | 25–19 | 25–15 |       |       | 75–50 | Relatório |
| 9/3/2024 | 19:30 | ACE/NC Extreme   | 1–3    | ACV/Unoesc/Chapecó     | 25–21 | 14–25 | 24–26 | 19-25 |       | 82–72 | Relatório |

#### 10ª Rodada
| Data      | Hora  |                    | Placar |                        | Set 1 | Set 2 | Set 3 | Set 4 | Set 5 | Total  | Relatório |
| --------- | ----- | ------------------ | ------ | ---------------------- | ----- | ----- | ----- | ----- | ----- | ------ | --------- |
| 12/3/2024 | 19:00 | Mackenzie EC       | 3–0    | Ascade/DF              | 25–15 | 25–17 | 25–15 |       |       | 75–47  | Relatório |
| 12/3/2024 | 19:00 | Tijuca TC          | 1–3    | ABEL/Brusque           | 23–25 | 22–25 | 26–24 | 19-25 |       | 90–74  | Relatório |
| 12/3/2024 | 19:30 | AGEE/São Carlos    | 3–2    | ACE/NC Extreme         | 19–25 | 21–25 | 25–22 | 25-20 | 15-8  | 105–72 | Relatório |
| 12/3/2024 | 19:30 | Curitiba Vôlei     | 3–1    | Renasce Sorocaba       | 18–25 | 25–22 | 25–15 | 25-21 |       | 93–62  | Relatório |
| 12/3/2024 | 20:00 | Recife Vôlei       | 3–0    | Irati Vôlei            | 25–22 | 25–20 | 25–20 |       |       | 75–62  | Relatório |
| 13/3/2024 | 19:30 | ACV/Unoesc/Chapecó | 3–0    | Vôlei Natal Desportivo | 25–17 | 25–15 | 25–19 |       |       | 75–51  | Relatório |

#### 11ª Rodada
| Data      | Hora  |                        | Placar |                    | Set 1 | Set 2 | Set 3 | Set 4 | Set 5 | Total | Relatório |
| --------- | ----- | ---------------------- | ------ | ------------------ | ----- | ----- | ----- | ----- | ----- | ----- | --------- |
| 16/3/2024 | 19:00 | Vôlei Natal Desportivo | 0–3    | Tijuca TC          | 18–25 | 13–25 | 22–25 |       |       | 53–75 | Relatório |
| 16/3/2024 | 19:00 | Renasce Sorocaba       | 3–1    | ACV/Unoesc/Chapecó | 25–19 | 22–25 | 25–20 | 25-17 |       | 97–64 | Relatório |
| 16/3/2024 | 19:00 | Irati Vôlei            | 0–3    | Curitiba Vôlei     | 25–27 | 13–25 | 20–25 |       |       | 58–77 | Relatório |
| 16/3/2024 | 19:00 | ACE/NC Extreme         | 1–3    | Recife Vôlei       | 23–25 | 25–18 | 21–25 | 19-25 |       | 88–68 | Relatório |
| 16/3/2024 | 19:00 | AGEE/São Carlos        | 3–0    | Ascade/DF          | 25–14 | 25–17 | 25–22 |       |       | 75–53 | Relatório |
| 16/3/2024 | 19:00 | ABEL/Brusque           | 3–0    | Mackenzie EC       | 29–27 | 25–18 | 25–15 |       |       | 79–60 | Relatório |

## Playoffs
|  | Semifinais | Semifinais     | Semifinais | Semifinais | Semifinais |  |  | Final          | Final          | Final          |  |  |  |  |
|  |            |                |            |            |            |  |  |                |                |                |  |  |  |  |
|  | 1°         | Mackenzie EC   | 3          | 3          | -          |  |  |                |                |                |  |  |  |  |
|  | 4°         | Curitiba Vôlei | 2          | 0          | -          |  |  |                |                |                |  |  |  |  |
|  |            |                |            |            |            |  |  | 1°             | Mackenzie EC   | 3              |  |  |  |  |
|  |            |                |            |            |            |  |  | 2°             | ABEL/Brusque   | 1              |  |  |  |  |
|  | 2°         | Recife Vôlei   | 0          | 1          | -          |  |  |                |                |                |  |  |  |  |
|  | 3°         | ABEL/Brusque   | 3          | 3          | -          |  |  | Terceiro lugar | Terceiro lugar | Terceiro lugar |  |  |  |  |
|  |            |                |            |            |            |  |  |                |                |                |  |  |  |  |
|  |            |                |            |            |            |  |  | 3°             | Recife Vôlei   | 3              |  |  |  |  |
|  |            |                |            |            |            |  |  | 4°             | Curitiba Vôlei | 2              |  |  |  |  |

### Semifinais
| Data       | Hora    |                | Placar  |                | Set 1   | Set 2   | Set 3   | Set 4   | Set 5   | Total   | Relatório |
| 1º x 4º    | 1º x 4º | 1º x 4º        | 1º x 4º | 1º x 4º        | 1º x 4º | 1º x 4º | 1º x 4º | 1º x 4º | 1º x 4º | 1º x 4º | 1º x 4º   |
| ---------- | ------- | -------------- | ------- | -------------- | ------- | ------- | ------- | ------- | ------- | ------- | --------- |
| 25/03/2024 | 21:00   | Curitiba Vôlei | 2–3     | Mackenzie EC   | 25–11   | 25–23   | 20–25   | 25–27   | 15–17   | 110–103 | Relatório |
| 28/03/2024 | 18:30   | Mackenzie EC   | 3–0     | Curitiba Vôlei | 25–18   | 25–17   | 25–21   |         |         | 75–56   | Relatório |
| 2º x 3º    |         |                |         |                |         |         |         |         |         |         |           |
| 25/03/2024 | 18:00   | ABEL/Brusque   | 3–0     | Recife Vôlei   | 25–18   | 25–15   | 27–25   |         |         | 77–58   | Relatório |
| 28/03/2024 | 16:00   | Recife Vôlei   | 1–3     | ABEL/Brusque   | 16–25   | 18–25   | 25–19   | 23–25   |         | 82–94   | Relatório |

#### Terceiro lugar
| Data       | Hora  |              | Placar |                | Set 1 | Set 2 | Set 3 | Set 4 | Set 5 | Total  | Relatório |
| ---------- | ----- | ------------ | ------ | -------------- | ----- | ----- | ----- | ----- | ----- | ------ | --------- |
| 07/04/2024 | 16:00 | Recife Vôlei | 3–2    | Curitiba Vôlei | 25–15 | 25–27 | 21–25 | 26–24 | 15–8  | 112–99 | Relatório |

#### Final
| Data       | Hora  |              | Placar |              | Set 1 | Set 2 | Set 3 | Set 4 | Set 5 | Total | Relatório |
| ---------- | ----- | ------------ | ------ | ------------ | ----- | ----- | ----- | ----- | ----- | ----- | --------- |
| 07/04/2024 | 18:30 | Mackenzie EC | 3–1    | ABEL/Brusque | 17–25 | 25–19 | 26–24 | 25–9  |       | 93–77 | Relatório |

## Classificação final
| Posição           | Equipe                 |
| ----------------- | ---------------------- |
| Medalha de ouro   | Mackenzie EC           |
| Medalha de prata  | ABEL/Brusque           |
| Medalha de bronze | Recife Vôlei           |
| 4                 | Curitiba Vôlei         |
| 5                 | Tijuca TC              |
| 6                 | Renasce Sorocaba       |
| 7                 | ACV/Unoesc/Chapecó     |
| 8                 | Vôlei Natal Desportivo |
| 9                 | Irati Vôlei            |
| 10                | ACE/NC Extreme         |
| 11                | AGEE/São Carlos        |
| 12                | Ascade/DF              |

|  |                                         |
|  | Acesso para a Série A 2024/25.          |
|  | Equipes mantidas para a Série B 2025.   |
|  | Equipes rebaixadas para a Série C 2025. |

## Premiações
| Superliga B 2024                 |
| Minas Gerais                     |
| -------------------------------- |
| Mackenzie EC Campeão (1º título) |